# Lucena del Cid
Lucena del Cid (en valenciano y cooficialmente Llucena) es un municipio y localidad española del interior de la provincia de Castellón, en la Comunidad Valenciana. Está situada en la comarca del Alcalatén y cuenta con una población de 1331 habitantes (INE 2017). Es conocida popularmente como "La Perla de la Muntanya".

## Toponimia

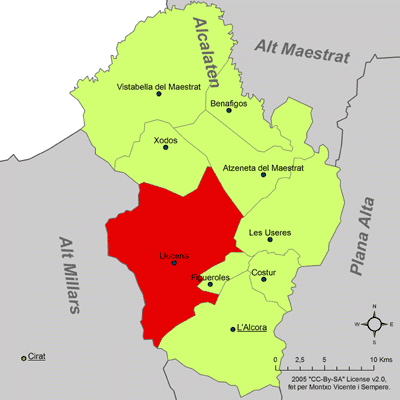
Término municipal de Lucena del Cid en al comarca de Alcalatén.

El añadido de “del Cid” al nombre de Lucena se suele atribuir a una hipotética relación de Rodrigo Díaz de Vivar con el pueblo pero no hay ninguna justificación histórica para ello ya que se remonta a 1863, aunque el Ayuntamiento no lo utilizó hasta 1925. Antes, Lucena tuvo otros tres “apellidos”: “de Aranda”, en el siglo XVIII -haciendo referencia a su señor feudal- y, una vez hecha la revolución liberal que acabó con el feudalismo, “de Valencia”, a mitad del siglo XIX, y poco después, por las mismas fechas, “de Castellón”.
De hecho, en el primer censo de población español, el de 1857, figura sólo como “Lucena”. Fue a raíz de este censo cuando se percataron de la existencia de muchas poblaciones españolas con el mismo nombre –como es el caso de Lucena si le castellanizamos el nombre, ya que hay cuatro “Lucenas” españolas-, de manera que se creó una comisión para solucionar el problema buscando “apellidos” para diferenciarlas. Así, en 1863, apareció, fruto del trabajo de la “Comisión General de Estadística del Reino”, un monumental nomenclátor donde aparece, por primera vez el nombre de “Lucena del Cid”.
Lucena del Cid también es conocida como «La perla de la montaña».

## Geografía física
La población se sitúa en una loma no muy alta entre el barranco de la Pedreñera y el río Lucena; presenta la típica estampa montañosa con calles torcidas y empinadas, elevada sobre el cerro con el río a sus pies.
Cuenta Lucena con un extenso término, muy quebrado y con grandes diferencias de altitud. De hecho, en el extremo oriental del término municipal, junto al río Llucena, aguas abajo de Figueroles, la altura no llega a los 340 m s. n. m. mientras que, en el extremo noroeste, en las proximidades del Peñagolosa, en el Cabezo Roig, supera los 1380. Una diferencia de más de 1000 m de altura que se salva en apenas 11 km en línea recta, surcados de profundos barrancos y elevadas cimas. Otras alturas dignas de mención son el Salto del Caballo, la Picosa, la Roca del Castellar, el Cabezo Guardamar y las Baterías. En cuanto a la hidrografía del término destaca el río Lucena, la rambla de la Viuda, los barrancos de Batlle, Gorgas, Casotes, tributarios del río, y el Salto del Caballo.
- Toll de Carlos.
- Molino de l'Assut.
- La Font de Godó.
- Urbanización el Prat.
- Urbanización la Saera.
- Molino de Ros.
- Molino de Goçalvo.
- Les Coronetes.
- La Badina.
- Mas de la Parra.
- La Garrofera.
- Molino el Batà.
- Plà de la Penya Roja.
- Mas d'Arminyà.
- Nacimiento del Río Lucena.
- Mas de Fesol.
- Mas de la Lola.
- Toll de la Figuereta.
- Molino Toneros y Pont.
- Camino de la Costera o de Adzaneta.
- Arcadia.
- Font del Esqueix.

Localidades limítrofes
|                                                    | Norte: Chodos, Adzaneta |                                  |
| Oeste: Argelita, Ludiente, Castillo de Villamalefa |                         | Este: Useras, Figueroles, Alcora |
|                                                    | Sur: Fanzara            |                                  |

## Historia

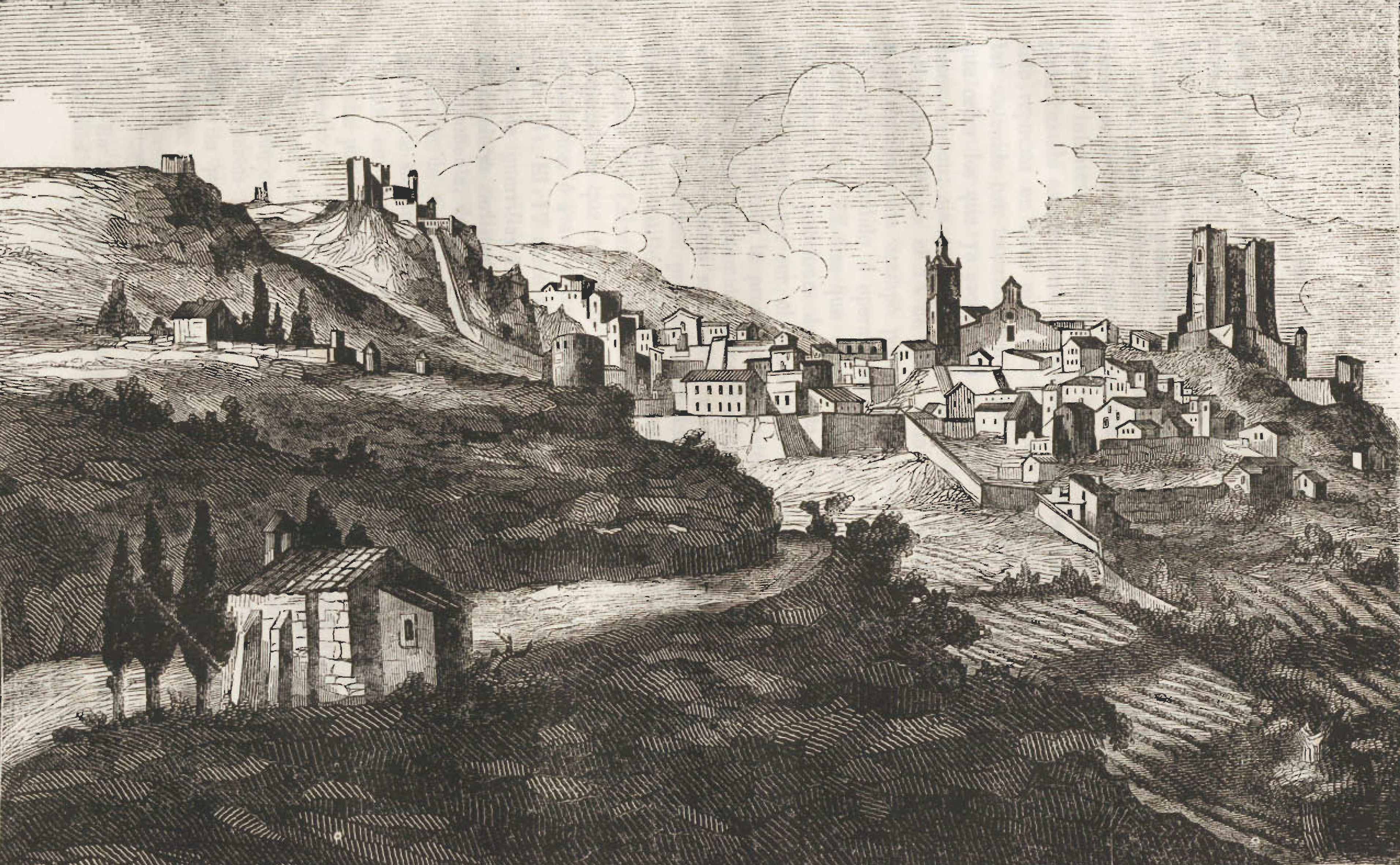
Vista de Lucena en la primera mitad del

Se desconoce el momento histórico de su fundación. La etimología del topónimo indica que la fundación sería romana, sin excluir asentamientos anteriores de épocas ibéricas o incluso del bronce, de los que se han encontrado ruinas y restos que testimonian la antigüedad de la población. Después de la conquista formó parte de la Tenencia del Alcalatén, la cual, en 1233 fue entregada en donación por el rey Jaime I al noble aragonés Don Pedro Ximén de Urrea. El 6 de mayo de 1335 le fue otorgada carta puebla y concesión de fuero, lo que la convirtió en importante centro comercial. En 1798, al morir el último de los Urrea, décimo conde de Aranda, famoso ministro ilustrado de Carlos III y Carlos IV, el señorío pasó a la casa ducal de Híjar en cuyo seno permaneció hasta la abolición de los señoríos en el siglo XIX. Durante las guerras carlistas tomó partido por el bando isabelino resistiendo a varios ataques de los carlistas, lo que le valió el título de "Heroica Villa", que figura en su escudo.
Desde principios del siglo XX ha venido acogiendo a una nutrida colonia veraniega, que ha contribuido a dotarla de una reconocida categoría de centro turístico, para lo cual ciertamente no le faltan atractivos, comenzando por la bondad de su clima de media montaña, el pintoresquismo de la población y la belleza de su paisaje.
El himno de la población fue estrenado con ocasión de las fiestas patronales en septiembre del año 2004, obra del compositor Dn Joan Castells Badenes, siendo cantado por el famoso Coro Santiaguín de Asturias.

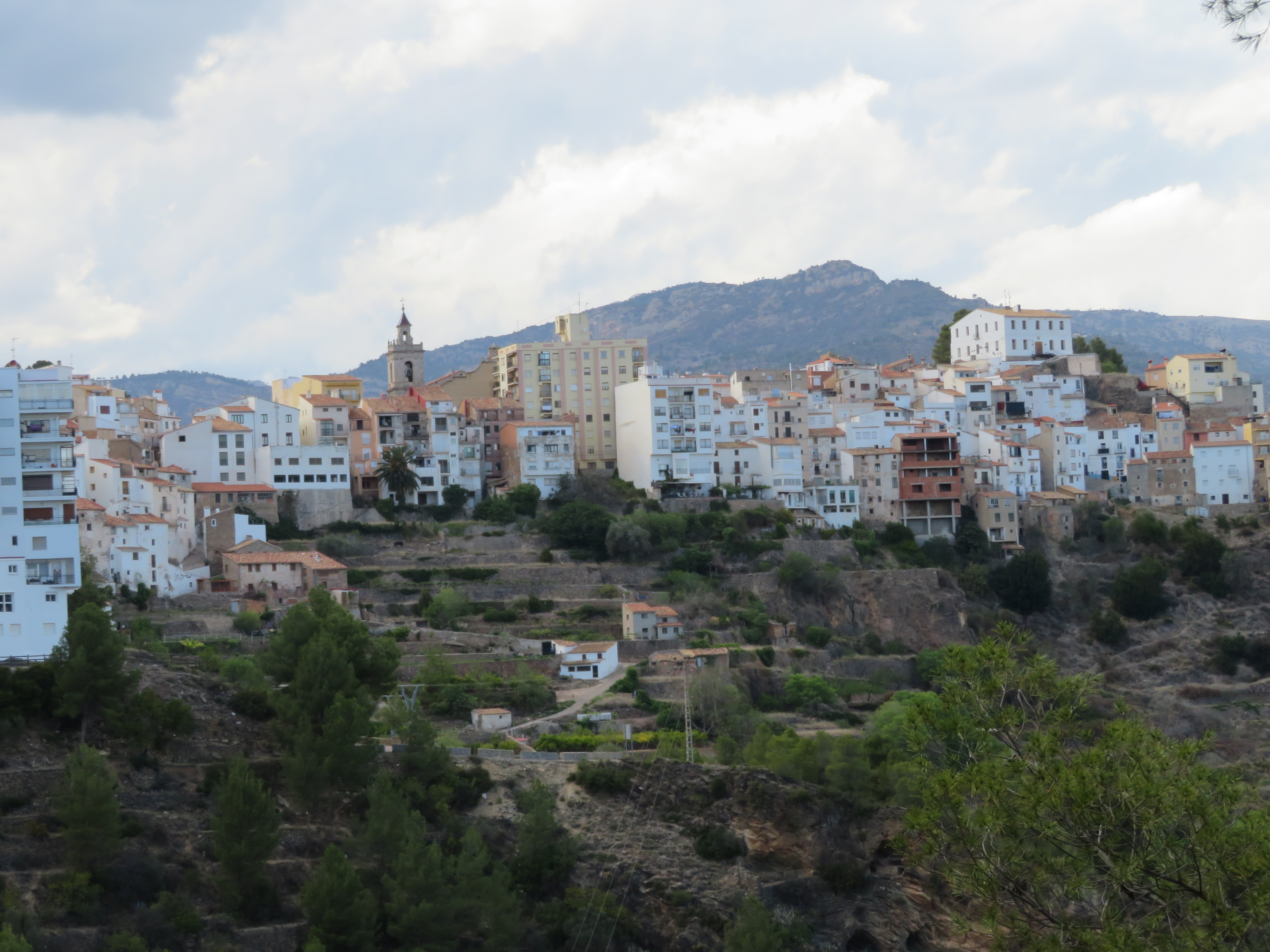
Municipio de Llucena.

## Demografía
Lucena del Cid cuenta con una población de 1420 habitantes (INE 2024).
| Gráfica de evolución demográfica de Lucena del Cid entre 1842 y 2021 |
| |
| Población de derecho según los censos de población del INE Población de hecho según los censos de población del INEEn 1857 disminuye el término del municipio porque independiza a Figueroles |

La gran mayoría de la población vivía en el núcleo de Lucena, 147 dispersos y el resto en unidades poblacionales, que se encuentran esparcidas por el amplio término municipal, distribuidas como sigue:

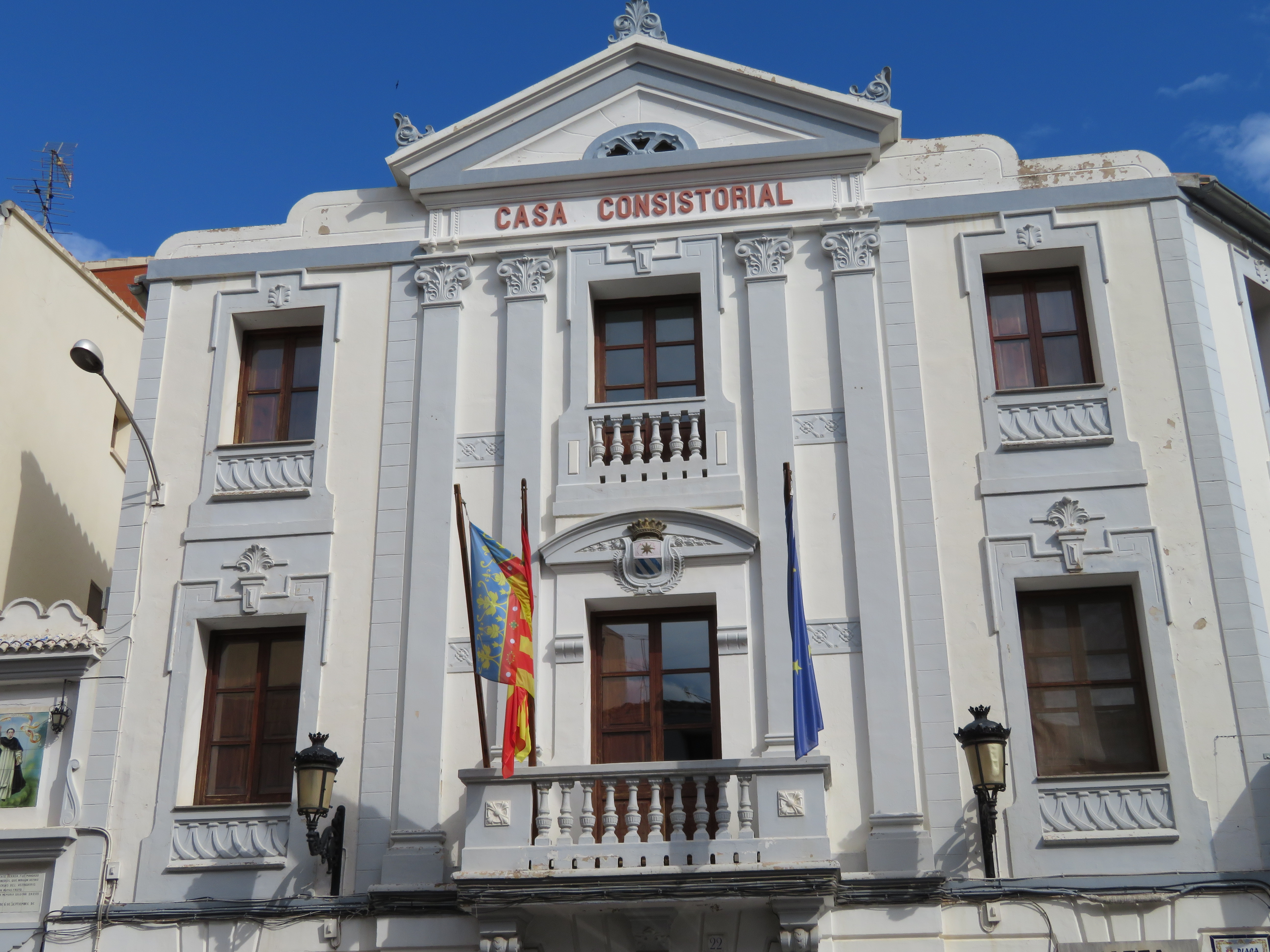
Ayuntamiento de Llucena.

| Unidad de población     | Habitantes | Coordenadas                     | Distancia (km) |
| ----------------------- | ---------- | ------------------------------- | -------------- |
| Masía de Fabra Lloma    | 1          |                                 |                |
| Masía de la Costa       | 0          |                                 |                |
| Masía de la Parra       | 3          |                                 |                |
| Masía de Mollon         | 5          |                                 |                |
| Masía del Moro          | 1          |                                 |                |
| Lucena del Cid (núcleo) | 1305       | 40°08′N 0°17′O / 40.133, -0.283 | -              |

## Administración y política
| Periodo   | Nombre                                                                           | Partido   |
| --------- | -------------------------------------------------------------------------------- | --------- |
| 1979-1983 | Miguel Nebot Safont                                                              | UCD       |
| 1983-1987 | Miguel Nebot Safont                                                              | CDS       |
| 1987-1991 | Vicent Nebot Gargallo                                                            | PSPV-PSOE |
| 1991-1995 | Vicent Nebot Gargallo                                                            | PSPV-PSOE |
| 1995-1999 | Vicent Nebot Gargallo                                                            | PSPV-PSOE |
| 1999-2003 | Vicent Nebot Gargallo                                                            | PSPV-PSOE |
| 2003-2007 | Vicent Nebot Gargallo                                                            | PSPV-PSOE |
| 2007-2011 | Vicent Nebot Gargallo                                                            | PSPV-PSOE |
| 2011-2015 | Vicent Nebot Gargallo (Deceso 26/11/2011) Gerardo Beltrán Royo (26/11/2011-2015) | PSPV-PSOE |
| 2015-2019 | David Monferrer Nebot                                                            | PP        |
| 2019-2023 | David Monferrer Nebot                                                            | PP        |
| 2023-act. | David Monferrer Nebot                                                            | PP        |

## Economía
Tradicionalmente basada en la agricultura y la ganadería -de hecho, en el pasado tuvo cierta importancia la ganadería y la industria lanera-, en la actualidad estas actividades han desaparecido prácticamente de la economía lucenera. Actualmente, gracias a su proximidad y relativa buena comunicación con el "triángulo del azulejo" (l'Alcora, Onda y Villarreal) es la industria cerámica, con tres fábricas de azulejos y una de mosaico vidriado la que sostiene la economía de la población. Igualmente existen otras pequeñas aunque modernas industrias -dos mataderos industriales, una de tableros de chapa...- así como una fábrica textil creada en la década de 1920. 
Es también un importante centro de turismo interior gracias al pintoresquismo de su población, que cuenta con un casco antiguo bien cuidado, y a la belleza de unos paisajes a los pies de las estribaciones de la montaña de Peñagolosa.
Todo ello le permite a Lucena mantener su población en la zona montañosa del interior de Castellón, caracterizada por la decadencia económica y la despoblación.

## Comunicaciones
Hay líneas regulares, desde Castellón de la Plana se accede a esta localidad a través de la CV-16 y tomando luego la CV-190.

## Patrimonio

### Patrimonio religioso
- Iglesia de Nuestra Señora de la Ascensión (siglo XVIII), construida entre 1715 y 1739 en estilo neoclásico con reminiscencias barroca. A destacar el retablo, la fachada, la cripta y el magnífico Museo de Orfebrería con valiosas piezas de arte sacro y pinturas de diferentes épocas.
- Ermita de San Antonio. Edificada 1785 sobre una anterior, del siglo XIII. Se alza sobre un impresionante espolón rocoso que domina el barranco de la Pedreñera, salvaje y encantador paraje. Es una capilla de forma poligonal rematada por airosa cúpula de vidriadas tejas azul cobalto, a la que se accede por un bonito atrio de arcos de medio punto rebajados
- Ermita-castillo de San Miguel de les Torrocelles. El edificio, de origen árabe, fue utilizado por los cristianos con fines defensivos. Actualmente la ermita y un antiguo castillo se han unido y forman un solo conjunto. En él hacen una estación los peregrinos de Useras.
- Ermita de San Vicente (siglo XVIII).
- Ermita del Calvario.

### Patrimonio civil
- Plaza Mayor, porticada con arcos góticos conocidos como Els Perxes. Uno de los elementos medievales que, aunque bastante maltratado, aún pervive en la actualidad son estos soportales de la plaza. Ellos constituyen, con sus característicos arcos apuntados propios del estilo gótico, una de las más definidas señas de identidad de Lucena.
- Castillo-palacio de los Ximénez de Urrea. De origen árabe pero modificado para destinarlo a casa - palacio de los Urrea primero y de los Híjar después. Fue parcialmente destruido por los ataques carlistas y reformado en 1876 para hacerlo servir de prisión. Actualmente alberga el Museo Etnológico.
- La Torre de L'Oró (Torre del Oró), musulmana, conocida como el Fuerte, por haber sido utilizada y reformada por los carlistas. Actualmente mide unos 15 m pero su altura era tres veces mayor. Su estado actual es penoso.
- La Torre de Foyos. Monumento Nacional desde 1931. Se trata de una torre ibera, de los siglos VII a III a. C. que constituye uno de los elementos de arquitectura militar ibera que han llegado a nuestros días. Se encuentra en buen estado de conservación.
- El Granero del Pósito. Del siglo XVIII. Edificado para servir de granero y utilizado posteriormente como hospital.

### Patrimonio natural
Existen en su término muchos lugares y espacios para disfrutar de la naturaleza y del tiempo libre entre los que destacan:
- La fuente del Prat.
- La fuente dels Covarxos.
- La fuente del Gatell.
- La fuente del Mosquerí.
- La cueva de l'Ocre. Cavidad semi-artificial excavada ya en tiempos de musulmanes, Se encuentra el óxido (Limonita), excavado más intensamente en el siglo XX, la Cavidad tiene un recorrido de 1385 M. con galerías muy laberínticas que pueden desorientar fácilmente, fue topografiada por miembros del Espeleo Club Castelló en el año 2009.[6]
- Nacimiento del río Lucena.
- La Fonteta de Godó.
- La Badina, etc.

## Cultura

### Fiestas
- San Antonio Abad. Ronda nocturna en torno a la hoguera colosal, que termina con el reparto del pan bendito. Se celebra esta fiesta el fin de semana más cercano al 17 de enero.
- Romería a San Miguel de les Torrocelles. El segundo domingo de mayo se celebra una romería a esta ermita, antigua capilla del castillo que los Urrea mandaron construir en los confines de su feudo para defenderlo de los montesianos.
- Feria del Rollo. Coincidiendo con la celebración de la Santísima Trinidad (30 de mayo) se celebramos esta feria, evocación feliz de unas épocas llenas de dificultades económicas. Feria de dulces y juguetería; competiciones deportivas; bailes típicos y bailes modernos. Pero lo típico es el reparto del rollo, previamente bendecido por el párroco.
- Virgen de la Asunción. En torno a su festividad -15 de agosto- se organizan una serie de festejos, que duran varios días, en homenaje a la Colonia Veraniega.
- Fiestas Patronales. Se celebran a finales de septiembre y que comprenden siempre los días entre el 29 de septiembre y el 1 de octubre, festividades de San Miguel y San Hermolao, Patronos de la villa.
- Feria Agrícola, Ganadera y de Turismo de Montaña. Se celebra a mediados de noviembre.

### Gastronomía
Entre los platos típicos de Lucena del Cid destacan la olla de cardets, el conejo con caracoles (conill amb caragols), las farinetas, la olla de abstinencia y los embutidos.